# Danalia larvaeformis
Danalia larvaeformis là một loài chân đều trong họ Cryptoniscidae. Loài này được Giard miêu tả khoa học năm 1874.